# Stefan Czernelecki
Stefan Czernelecki (ur. 25 listopada 1913 r. w Suczawie, zm. 6 listopada 1989 r.) – ratownik górski, działacz turystyczny, jeden z twórców Grupy Beskidzkiej GOPR.
W 1950 roku Stefan Czernelecki ukończył kurs ratownictwa górskiego, organizowany przez Tatrzańskie Ochotnicze Pogotowie Ratunkowe. W rok później, na wniosek Komisji Bezpieczeństwa Klubu Wysokogórskiego w Krakowie zorganizował Narciarskie Ochotnicze Pogotowie Ratunkowe, które w listopadzie 1952 roku przekształciło się w Beskidzkie Ochotnicze Pogotowie Ratunkowe. Po powstaniu GOPR objął w 1953 roku stanowisko prezesa Grupy Beskidzkiej. Od 1952 roku szkolił kadry ratowników w Tatrach i Beskidach.

Stefan Czernelecki należał do Beskidzkiego Koła Przewodników Turystycznych przy Oddziale PTTK w Bielsku-Białej, któremu prezesował w latach 1959-1968. Był jednym z pierwszych osób w Kole, której przyznano uprawnienia przewodnika beskidzkiego I klasy. Od 2004 roku Koło nosi jego imię.

Za swą działalność został odznaczony m.in. Złotą Odznaką PTTK, Złotą Odznaką GOPR oraz odznaką Zasłużonego Działacza Turystyki. Publikował także w roczniku "Wierchy".